# Altstädter Kirchhof 5

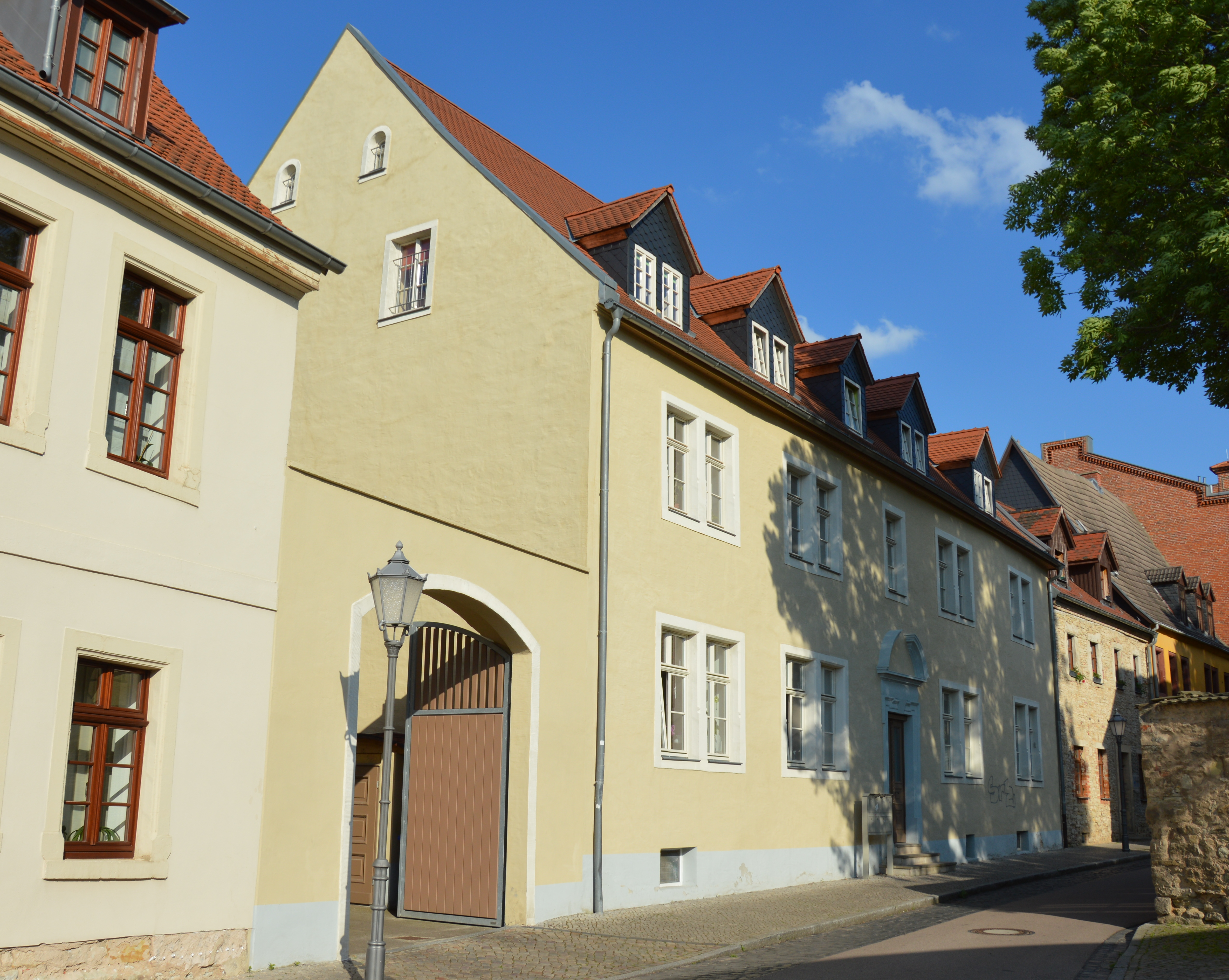
Altstädter Kirchhof 5

Das Gebäude Altstädter Kirchhof 5 ist ein denkmalgeschütztes Wohnhaus in Bernburg in Sachsen-Anhalt.

## Lage
Es befindet sich in der Bernburger Talstadt auf der Ostseite der Straße Altstädter Kirchhof. Südlich grenzt das gleichfalls denkmalgeschützte Wohnhaus Altstädter Kirchhof 4 an.

## Architektur und Geschichte
Das zweigeschossige Wohnhaus entstand in der Zeit des Barock und gehört zu den wenigen erhaltenen barocken Höfen in der Bernburger Altstadt. Der Bau wurde aus Bruchsteinen errichtet. Fenster und Portal des Hauses sind mit Sandsteingewänden versehen. Bedeckt wird der traufständige Bau von einem steilen Satteldach. Anfang der 2000er Jahre war das Gebäude ruinös und unbewohnt, wurde dann jedoch saniert. Auf das Dach wurden dabei Gauben aufgesetzt. Hofseitig bestand noch Anfang der 2000er Jahre ein allerdings schon stark baufälliger Hofflügel, der die Maße des Hauptgebäudes aufnahm.
Im Denkmalverzeichnis für die Stadt Bernburg ist das Wohnhaus unter der Erfassungsnummer 094 60535 als Baudenkmal eingetragen.